# Łuck (gmina w województwie wileńskim)
Łuck (pocz. Łucko, od 1927 Kozłowszczyzna) – dawna gmina wiejska istniejąca do 1945 roku w woj. nowogródzkim/Ziemi Wileńskiej/woj. wileńskim w Polsce. Siedzibą gminy był folwark Łuck Kozłowski (574 mieszk. w 1921 roku).
Początkowo gmina należała do powiatu dziśnieńskiego. 7 listopada 1920 r. została przyłączona do nowo utworzonego powiatu duniłowickiego pod Zarządem Terenów Przyfrontowych i Etapowych. 19 lutego 1921 r. wraz z całym powiatem weszła w skład nowo utworzonego województwa nowogródzkiego. 13 kwietnia 1922 roku gmina wraz z całym powiatem duniłowickim została przyłączona do objętej władzą polską Ziemi Wileńskiej, przekształconej 20 stycznia 1926 roku w województwo wileńskie. 1 stycznia 1926 roku nazwę powiatu duniłowickiego zmieniono  na powiat postawski.
27 września 1927 roku gminę przemianowano na gmina Kozłowszczyzna.
Nie mylić z pobliskimi gminami Łuczaj i Łużecko.

## Demografia
Według Powszechnego Spisu Ludności z 1921 roku gminę zamieszkiwało 7 882 osoby, 5 540 było wyznania rzymskokatolickiego, 2 256 prawosławnego, 5 ewangelickiego, 19 staroobrzędowego, 47 mojżeszowego, 15 mahometańskiego. Jednocześnie 5 328 mieszkańców zadeklarowało polską przynależność narodową, 2 517 białoruską, 17 żydowską, 8 rosyjską, 4 litewską, 4 łotewska, 2 fińską i 2 tatarską. Było tu 1 399 budynków mieszkalnych.